# Comté de Holmes (Floride)
Pour les articles homonymes, voir Comté de Holmes.
Le comté de Holmes (Holmes County) est un comté situé dans l'État de Floride, aux États-Unis. Sa population était estimée en 2005 à 19 264 habitants. Son siège est Bonifay. Le comté a été fondé en 1848 et doit son nom à Thomas J. Holmes, qui vint de Caroline du Nord pour s'installer dans la région aux alentours de 1830.

## Comtés adjacents
- Comté de Geneva, Alabama (nord)
- Comté de Jackson (est)
- Comté de Washington (sud)
- Comté de Walton (ouest)

## Principales villes
- Bonifay
- Esto
- Noma
- Ponce de Leon
- Westville

## Démographie
| Groupe                           | Comté de Holmes | Floride | États-Unis |
| -------------------------------- | --------------- | ------- | ---------- |
| Blancs                           | 90,6            | 75,0    | 72,4       |
| Afro-Américains                  | 5,8             | 16,0    | 12,6       |
| Métis                            | 2,0             | 2,5     | 2,9        |
| Amérindiens                      | 0,8             | 0,4     | 0,9        |
| Autres                           | 0,5             | 3,7     | 6,4        |
| Asiatiques                       | 0,4             | 2,4     | 4,8        |
| Total                            | 100             | 100     | 100        |
|                                  |                 |         |            |
| Hispaniques et Latino-Américains | 2,2             | 22,5    | 16,7       |

Selon l'American Community Survey, en 2010, 95,50 % de la population âgée de plus de 5 ans déclare parler l'anglais à la maison, 2,26 % déclare parler l'espagnol, 0,69 % l'allemand et 1,55 % une autre langue.
| 1850  | 1860  | 1870  | 1880  | 1890  | 1900  |
| ----- | ----- | ----- | ----- | ----- | ----- |
| 1 205 | 1 386 | 1 572 | 2 170 | 4 336 | 7 762 |

| 1910   | 1920   | 1930   | 1940   | 1950   | 1960   |
| ------ | ------ | ------ | ------ | ------ | ------ |
| 11 557 | 12 850 | 12 924 | 15 447 | 13 988 | 10 844 |

| 1970   | 1980   | 1990   | 2000   | 2010   | - |
| ------ | ------ | ------ | ------ | ------ | - |
| 10 720 | 14 723 | 15 778 | 18 564 | 19 927 | - |